# Mohy Abdullah Al Dhabbi
Mohy Abdullah Al Dhabbi ist ein jemenitischer Politiker und Diplomat.

## Leben
Er war jemenitischer Botschafter in Deutschland und zeitweise der Doyen der arabischen Botschafter in der Bundesrepublik. Von 1999 bis 2003 war er auch Botschafter Jemens am Heiligen Stuhl. Nach seiner Rückkehr nach Jemen wurde er Vize-Außenminister seines Landes. In dieser Funktion entschuldigte er sich im Jahr 2005 für sein Land für die Entführung von Jürgen Chrobog durch Angehörige einer jemenitischen Stammesgruppe. Bei der jemenitischen Präsidentschaftswahl 2012, bei der als einziger Kandidat Abed Rabbo Mansur Hadi antrat, unterstützte er Hadi.